# 中村克
中村克（日语：／ Nakamura Katsumi，1994年2月21日—）生于东京都，是一名日本男子游泳运动员，主攻短距离自由泳。

## 生平
中村的母亲原本想取得救生员的资格，然而一場交通事故使她放棄此一念頭，中村为了弥补母亲的遗憾，决定练习游泳。2012年，中村就读早稻田大学体育科学部。2016年毕业后，他加入了Itoman东进（イトマン東進）俱乐部成员。2018年8月，他代表日本参加在印尼雅加达举办的亞洲運動會游泳比賽。他在男子50米自由泳项目中，以22秒11成绩获得冠军。
中村的爱好是收集香精油，他称自己收集这些油是为了闻这种油的味道，他也因此得“香精油王子”（アロマ王子）这一外号。
2024年12月23日，宣布與女演員川島海荷結婚。

## 外部連結
- 中村克在的資料
- 中村克的Facebook專頁
- 中村克的X（前Twitter）
- 中村克的Instagram帳戶
- 中村克在Itoman东进俱乐部的介绍页面（页面存档备份，存于）